# NGC 5923
NGC 5923 في الفهرس العام الجديد، هي مجرة، تقع في كوكبة العواء. اكتشفت في 1 مايو 1828 بواسطة جون هيرشل.

## روابط خارجية
- NGC 5923 على موقع ويكي سكاي: DSS2, SDSS, GALEX, IRAS, Hydrogen α, X-Ray, Astrophoto, Sky Map, Articles and images